# Esme Mackinnon
Esme Mackinnon   (Regne Unit, 2 de desembre de 1913 - 9 de juliol de 1999), va ser una esquiadora alpina britànica que va competir durant la dècada de 1930.
En el seu palmarès destaquen dues medalles d'or al Campionat del Món d'esquí alpí de 1931. Va ser membre del Ladies Ski Club, primer club d'esquí femení.